# الكوله العليا (القفر)

تعديل مصدري - تعديل

الكوله العليا محلة تابعة لقرية بني معزب، التابعة لعزلة بني سيف السافل بمديرية القفر إحدى مديريات محافظة إب في الجمهورية اليمنية، بلغ تعداد سكانها 66 حسب تعداد اليمن لعام 2004.